# Гулузаде, Нихад
Нихад Гулузаде (азерб. Nihad Quluzadə; род. 15 июля 2002) — азербайджанский борец греко-римского стиля, выступающий в весовой категории до 60 кг. Чемпион Азербайджана среди взрослых (2023), чемпион мира и Европы среди спортсменов до 20 лет (2022), серебряный призёр чемпионата мира среди спортсменов до 23 лет (2022), бронзовый призёр чемпионата мира среди спортсменов до 23 лет (2024).

## Биография
Нихад Гулузаде родился 15 июля 2002 года.
В мае 2018 года Гулузаде занял третье место на юношеском чемпионате Европы по борьбе в Скопье (весовая категория до 48 кг).
В сентябре 2021 года взял золото на I Играх стран СНГ в Казани. В ноябре  этого же года Гулузаде взял бронзу на чемпионате мира среди спортсменов до 23 лет, который проходил в Белграде. 
В июне 2022 года Гулузаде выиграл чемпионат Европы среди спортсменов до 20 лет, который проходил в Риме. 
В августе 2022 года он выиграл чемпионат мира среди спортсменов до 20 лет, который проходил в Софии. 
В октябре 2022 года Гулузаде взял серебро на чемпионате мира среди спортсменов до 23 лет, который проходил в испанском Понтеведре. 
В декабре 2023 года Гулузаде, выступая за клуб «Нефтчи», выиграл чемпионат Азербайджана среди взрослых, одолев в финале весовой категории до 60 кг своего одноклубника Зияда Зейналова.
В мае 2024 года Нихад Гулузаде  выиграл серебро на чемпионате Европы среди спортсменов до 23 лет в Баку.
В октябре 2024 года выиграл бронзу на чемпионате мира по борьбе среди спортсменов до 23 лет в Тиране (Албания).